# Liste der Stolpersteine in Riedlingen

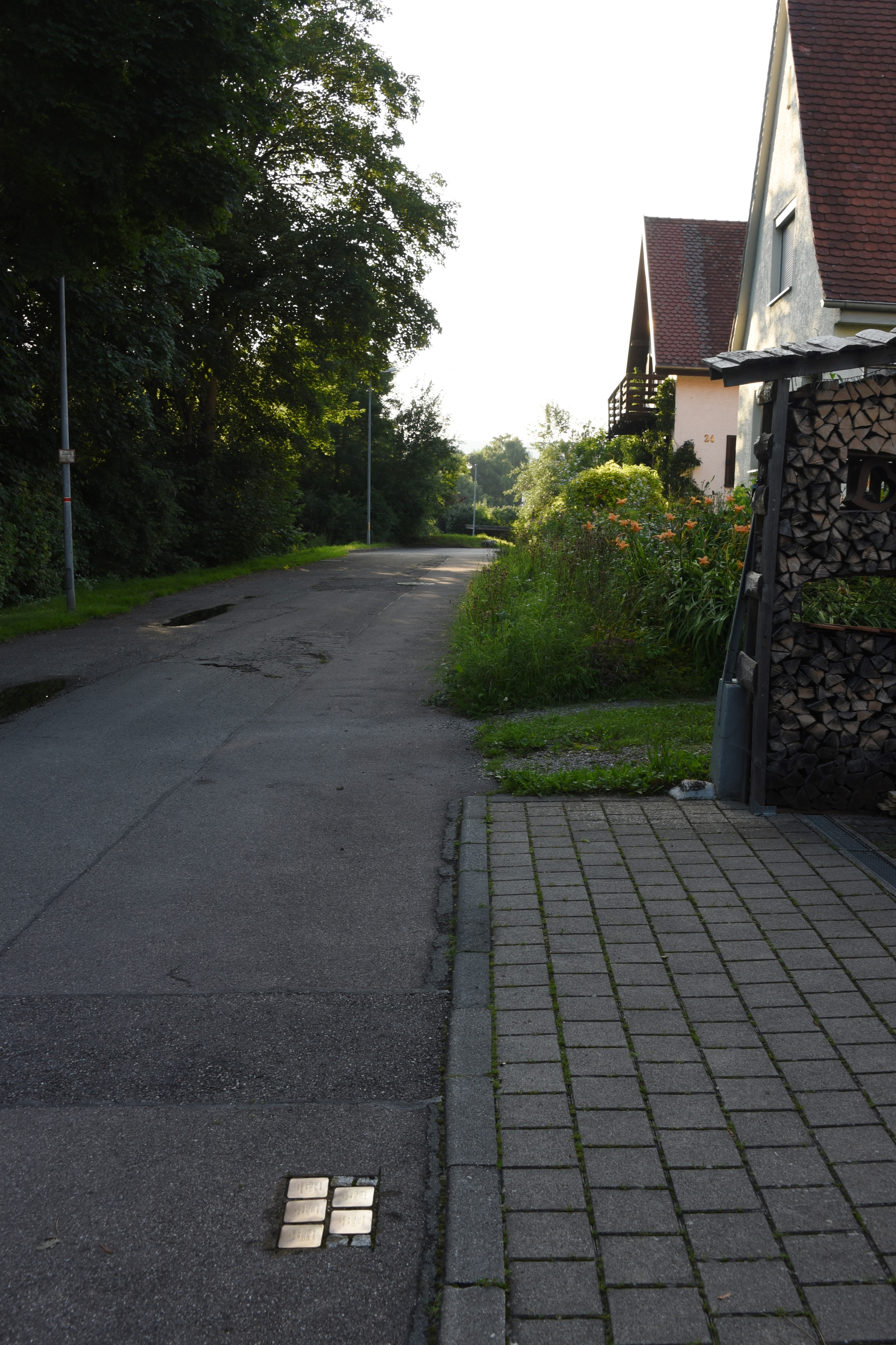
Stolpersteine in Riedlingen

Die Liste der Stolpersteine in Riedlingen enthält die Stolpersteine, die im Rahmen des gleichnamigen Kunstprojekts von Gunter Demnig in Riedlingen verlegt wurden. Auf der Oberseite der Betonquader mit zehn Zentimeter Kantenlänge ist eine Messingtafel verankert, die Auskunft über Namen, Geburtsjahr und Schicksal der Personen gibt, derer gedacht werden soll. Die Steine sind in der Regel in den Bürgersteig vor den ehemaligen Wohnhäusern der Opfer der nationalsozialistischen Gewaltherrschaft eingelassen. Mit ihnen soll Opfern des Nationalsozialismus gedacht werden, die hier lebten und wirkten.
Die Verlegung erfolgte am 24. Mai 2016.

## Verlegte Stolpersteine
In Riedlingen wurden bisher 21 Stolpersteine an fünf Adressen verlegt.
| Stolperstein | Inschrift | Verlegeort           | Name, Leben                       |
| ------------ | --- | -------------------- | --------------------------------- |
|              | HIER WOHNTE UND ARBEITETE ALBERT BERNHEIM JG. 1885 'SCHUTZHAFT' 1938 DACHAU DEPORTIERT 1941 ERMORDET IN RIGA       | Marktplatz 15        | Albert Bernheim                   |
|              | HIER WOHNTE ELISABETH BERNHEIM JG. 1920 FLUCHT 1939 ENGLAND                                                        | Marktplatz 15        | Elisabeth Bernheim                |
|              | HIER WOHNTE ERICH BERNHEIM JG. 1922 FLUCHT 1939 ENGLAND                                                            | Marktplatz 15        | Erich Bernheim                    |
|              | HIER WOHNTE UND ARBEITETE IRMA BERNHEIM JG. 1893 DEPORTIERT 1941 RIGA ERMORDET 26.3.1942                           | Marktplatz 15        | Irma Bernheim                     |
|              | HIER WOHNTE KURT BERNHEIM JG. 1931 KINDERTRANSPORT 1939 ENGLAND                                                    | Marktplatz 15        | Kurt Bernheim                     |
|              | HIER WOHNTE EMMA OETTINGER GEB. LANDAUER JG. 1859 FLUCHT 1941 SCHWEIZ                                              | Marktplatz 15        | Emma Oettinger, geborene Landauer |
|              | HIER WOHNTE ERNST OETTINGER JG. 1926 FLUCHT 1941 USA                                                               | Zollhauser Straße 20 | Ernst Oettinger                   |
|              | HIER WOHNTE ERNST WALTER OETTINGER JG. 1911 FLUCHT 1937 USA                                                        | Lange Straße 8       | Ernst Walter Oettinger            |
|              | HIER WOHNTE EVA IRENE OETTINGER JG. 1919 FLUCHT 1939 USA                                                           | Lange Straße 8       | Eva Irene Oettinger               |
|              | HIER WOHNTE HANS JOHN OETTINGER JG. 1930 FLUCHT 1941 USA                                                           | Zollhauser Straße 20 | Hans John Oettinger               |
|              | HIER WOHNTE HERBERT OETTINGER JG. 1895 FLUCHT 1941 USA                                                             | Zollhauser Straße 20 | Herbert Oettinger                 |
|              | HIER ARBEITETE HERBERT OETTINGER JG. 1895 FLUCHT 1941 USA                                                          | Marktplatz 14        | Herbert Oettinger                 |
|              | HIER WOHNTE UND ARBEITETE HERBERT S. OETTINGER JG. 1883 DEPORTIERT 1942 THERESIENSTADT 1944 AUSCHWITZ ERMORDET     | Lange Straße 8       | Herbert S. Oettinger              |
|              | HIER WOHNTE UND ARBEITETE KAROLINE CARRY OETTINGER JG. 1881 DEPORTIERT 1942 THERESIENSTADT 1944 AUSCHWITZ ERMORDET | Lange Straße 8       | Karoline Carry Oettinger          |
|              | HIER WOHNTE LOTHAR LARRY OETTINGER JG. 1924 KINDERTRANSPORT ENGLAND                                                | Zollhauser Straße 20 | Lothar Larry Oettinger            |
|              | HIER WOHNTE TEKLA OETTINGER JG. 1899 FLUCHT 1941 USA                                                               | Zollhauser Straße 20 | Tekla Oettinger                   |
|              | HIER WOHNTE UND ARBEITETE ISAK STRAUSS JG. 1872 ERMORDET IM ZWANGSALTERSHEIM DELLMENSINGEN AM 27. 06.1942          | Marktplatz 9         | Isak Strauss                      |
|              | HIER WOHNTE UND ARBEITETE DAVID WEIL JG. 1902 FLUCHT 1940 USA                                                      | Marktplatz 9         | David Weil                        |
|              | HIER WOHNTE FRIDA WEIL JG. 1930 FLUCHT 1940 USA                                                                    | Marktplatz 9         | Frida Weil                        |
|              | HIER WOHNTE UND ARBEITETE ROSA WEIL GEB. STRAUSS JG. 1904 FLUCHT 1940 USA                                          | Marktplatz 9         | Rosa Weil                         |

## Verlegedatum
Die Stolpersteine wurden vom Künstler persönlich am 24. Mai 2016 verlegt. Er hielt am selben Tag auch einen Vortrag in Riedlingen.